# Laguna Lynch
La laguna Lynch es un cuerpo de agua superficial natural ubicado en la Región de Magallanes, a pocos kilómetros al oeste de la ciudad de Punta Arenas y es una de sus fuentes principales de agua potable.
(No debe ser confundida con el lago Lynch, ubicado en el centro de la isla de Tierra del Fuego.)

## Hidrología
El mapa la muestra con un emisario que desemboca en el río de las Minas. Tiene un espejo de agua de 0,3 km² y sus niveles más bajos los alcanza en el verano.: 46  El mapa de OpenStreetMap la muestra con un dique de contención.

## Población, economía y ecología
La laguna es administrada por Aguas Magallanes SpA, empresa de servicios sanitarios de la Región de Magallanes y de la Antártica Chilena.